# Lantano
El lantano es un elemento químico de la tabla periódica cuyo símbolo es La y su número atómico es 57.
Es el primer elemento de la serie de los lantánidos.

## Historia
Fue descubierto por el químico sueco Carl Gustaf Mosander en el año 1839. 
Debe su nombre al verbo griego lanthaneîn (λανθανεῖν), que significa "escondido", ya que el metal se encontraba "escondido" en un mineral de cerio. Mosander descubrió el elemento lantano en el nitrato de cerio impuro. Se extrajo de la tierra (óxido insoluble en agua) lantana (óxido de lantano), tratándola con un ácido fuerte. (Otros elementos lantánidos fueron descubiertos en impurezas de minerales de itrio y de cerio).

## Características
El lantano es el primer elemento y prototipo de la serie de lantánidos. En la tabla periódica, aparece a la derecha del metal alcalinotérreo bario y a la izquierda del lantánido cerio. El lantano a menudo se considera un elemento del grupo 3, junto con el escandio, el itrio y el actinio, el congénere más pesado del lantano, aunque esta clasificación es controvertida. Los 57 electrones de un átomo de lantano están dispuestos en la configuración [Xe]5d16s2, con tres electrones de valencia fuera del núcleo del gas noble. En las reacciones químicas, el lantano casi siempre da estos tres electrones de valencia de las subcapas 5d y 6s para formar el estado de oxidación +3, el logro de la configuración estable del gas noble anterior xenón. También se conocen algunos compuestos de lantano (II), pero son mucho menos estables.
Entre los lantánidos, el lantano es excepcional ya que no tiene electrones 4f como un solo átomo en fase gaseosa. Por lo tanto, es solo muy débilmente paramagnético, a diferencia de los lantánidos posteriores fuertemente paramagnéticos (con la excepción de los dos últimos, iterbio y lutecio, donde la capa 4f está completamente llena). Sin embargo, la capa 4f del lantano puede ocuparse parcialmente en ambientes químicos y participar en enlaces químicos, razón por la cual a veces se considera que no es un elemento del grupo 3. Por ejemplo, los puntos de fusión de los lantánidos trivalentes están relacionados con el grado de hibridación de los electrones 6s, 5d y 4f (disminuyendo al aumentar la participación de 4f), y el lantano tiene el segundo punto de fusión más bajo (después del cerio) entre todos los lantánidos: 920 °C. Los lantánidos se vuelven más duros a medida que se atraviesa la serie: como era de esperar, el lantano es un metal blando. El lantano tiene una resistividad relativamente alta de 615 nΩm a temperatura ambiente; en comparación, el valor del buen conductor de aluminio es de solo 26,50 nΩm. El lantano es el menos volátil de los lantánidos. Como la mayoría de los lantánidos, el lantano tiene una estructura cristalina hexagonal a temperatura ambiente. A 310 °C, el lantano cambia a una estructura cúbica centrada en la cara, y a 865 °C, cambia a una estructura cúbica centrada en el cuerpo.

### Características químicas
Como se esperaba de las tendencias periódicas, el lantano tiene el mayor radio atómico de los lantánidos. Por lo tanto, es el más reactivo entre ellos, se empaña con bastante rapidez en el aire, se vuelve completamente oscuro después de varias horas y puede quemarse fácilmente para formar óxido de lantano (III), La2O3, que es casi tan básico como el óxido de calcio. Una muestra de algunos centímetros de tamaño de lantano se corroe por completo en un año como su óxido descostra fuera como el óxido del hierro, en lugar de formar un revestimiento de óxido de protección, como el aluminio, escandio e itrio. El lantano reacciona con halógenos a temperatura ambiente para formar los trihaluros, y al calentarse formarán compuestos binarios con los no metales nitrógeno, carbono, azufre, fósforo, boro, selenio, silicio y arsénico. El lantano reacciona lentamente con el agua para formar hidróxido de lantano (III), La(OH)3. En ácido sulfúrico diluido, el lantano forma fácilmente el ion tripositivo acuoso [La(H2O)9]3+: este es incoloro en solución acuosa ya que La3+ no tiene electrones d o f. El lantano es la base más fuerte y dura entre los elementos de tierras raras, lo que se espera nuevamente por ser el más grande de ellos.

### Isótopos

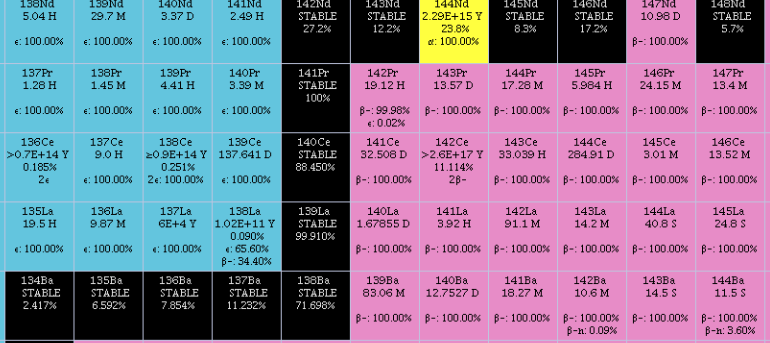
Extracto del gráfico de nucleidos que muestra isótopos estables (negro) desde bario (Z = 56) hasta neodimio (Z = 60).

El lantano natural está compuesto por dos isótopos, el estable La139 y el radioisótopo de vida larga 138. El La139 es de lejos el más abundante, hasta el 99,910% del lantano natural: se produce en el s-proceso (captura lenta de neutrones, que ocurre en estrellas de masa baja a media) y el proceso r (captura rápida de neutrones, que ocurre en el colapso del núcleo de las supernovas). El isótopo 138La, muy raro, es uno de los pocos núcleos impares primordiales con una vida media larga de 1,05 × 1011 años. Es uno de los p-núcleos ricos en protones que no se pueden producir en los procesos s o r. El La138, junto con el aún más raro La138, se produce en el proceso ν, donde los neutrinos interactúan con núcleos estables. Todos los demás isótopos del lantano son sintéticos: con la excepción del La137 con una vida media de aproximadamente 60.000 años, todos ellos tienen una vida media de menos de un día y la mayoría tiene una vida media de menos de un minuto. Los isótopos La139 y La140 se producen como productos de fisión del uranio.

## Métodos de obtención y química
El lantano, como las otras tierras raras, existe solo en minerales a causa de su reactividad química.  
Mediante reducción del fluoruro de lantano anhidro con calcio:
2LaF3 + 3Ca → 3CaF2 + 2La
La temperatura de solidificación del lantano es 900 °C.

## Aplicaciones especiales
- Aleado con cerio, neodimio, praseodimio, gadolinio e iterbio forma la aleación llamada ferrocerio, utilizada para fabricar piedras de encendedor.
- El óxido de lantano confiere al vidrio resistencia a las bases y se emplea para la fabricación de vidrios ópticos especiales.

- Se están produciendo esponjas de hidrógeno con aleaciones que contienen lantano. Dichas aleaciones admiten hasta 400 veces su volumen de gas y el proceso es reversible. Cada vez que toman gas se libera energía calorífica, por lo que tienen la posibilidad de convertirse en sistemas de conservación de energía.
- Es utilizado como componente de las pantallas intensificadoras de las unidades de rayos X.
- El carbonato de lantano es utilizado en el tratamiento de la insuficiencia renal crónica por su capacidad de formar complejos insolubles con fosfatos, reduciendo así la hiperfosfatemia.

## Papel biológico
El lantano no tiene ningún papel biológico conocido en los seres humanos. Este elemento se absorbe muy poco después de la administración oral y cuando se inyecta su eliminación es muy lenta. El Carbonato de lantano (Fosrenol) fue aprobado como un quelante de fosfato para absorber el exceso de fosfato en casos de enfermedad renal en etapa terminal por la FDA en Estados Unidos.
Si bien el lantano tiene efectos farmacológicos en varios receptores y canales iónicos, su especificidad por el receptor GABA es única entre los cationes trivalentes. El lantano actúa en el mismo sitio modulador en el receptor GABA que el zinc, un modulador alostérico negativo conocido. El catión lantano La3+ es un modulador alostérico positivo en los receptores GABA nativos y recombinantes, lo que aumenta el tiempo de canal abierto y disminuye la desensibilización de una manera dependiente de la configuración de la subunidad.
El lantano es un cofactor esencial para la enzima metanol deshidrogenasa de la bacteria metanotrófica Methylacidiphilum fumariolicum SolV, aunque la gran similitud química de los lantánidos hace que se pueda sustituir por cerio, praseodimio o neodimio sin efectos nocivos, y con el samario, el europio o el gadolinio más pequeños que no producen efectos secundarios aparte de un crecimiento más lento.

## Precauciones
El lantano tiene un nivel de toxicidad de bajo a moderado y debe manipularse con cuidado. La inyección de soluciones de lantano produce hiperglucemia, hipotensión arterial, degeneración del bazo y alteraciones hepáticas.[cita requerida] La aplicación en luz de arco de carbono llevó a la exposición de las personas a óxidos y fluoruros de elementos de tierras raras, que a veces conducen a neumoconiosis. Como el ion La3+ es de tamaño similar al ion Ca2+, a veces se utiliza como un sustituto fácil de rastrear de este último en estudios médicos. Se sabe que el lantano, como los otros lantánidos, afecta el metabolismo humano, reduce los niveles de colesterol, la presión arterial, el apetito y el riesgo de coagulación sanguínea. Cuando se inyecta en el cerebro, actúa como analgésico, de manera similar a la morfina y otros opiáceos, aunque aún se desconoce el mecanismo detrás de esto.